# Satchel Paige
Leroy Robert Paige, soprannominato "Satchel" (Mobile, 7 luglio 1906 – Kansas City, 8 giugno 1982), è stato un giocatore di baseball statunitense che giocava nel ruolo di lanciatore.
Ha militato nella Negro League e successivamente nella Major League Baseball (MLB), detiene il record come rookie più anziano di tutti i tempi della MLB, avendo esordito nella lega all'età di 42 anni, e come lanciatore più vecchio ad aver partecipato ad un All-Star Game (47 anni nel 1953).

## Biografia
Nato a Mobile in Alabama, la data esatta di nascita resta tuttora controversa benché sia accettata quella del 7 luglio 1906 (presente in un certificato di nascita), anche se esistono testimonianze contrastanti fornite dai membri della sua stessa famiglia. La carriera di Paige si svolse in prevalenza nella Negro League, benché ebbe esperienze anche nei campionati di Cuba, della Repubblica Dominicana, di Porto Rico e del Messico. Esordì nella Major League Baseball il 9 luglio 1948 con i Cleveland Indians. Dopo una sola stagione il contratto non fu rinnovato e Paige tornò a giocare nella Negro League.
Nel 1951 i St. Louis Browns si dimostrarono interessati ad ingaggiarlo e dopo una breve trattativa lo misero sotto contratto. Restò con la franchigia di St. Louis sino al 1953, successivamente giocò in varie squadre nelle Minor Leagues sino al 1966. Nel 1965 venne messo sotto contratto per una sola partita dai Kansas City Athletics, all'età di 59 anni . Giocò come lanciatore partente nella partita disputata il 25 settembre 1965 contro i Boston Red Sox, restando in campo per tre inning, prima di uscire tra l'ovazione del pubblico presente.
Nel 1971 venne introdotto nella Baseball Hall of Fame, primo giocatore proveniente dalla Negro League a ricevere questo importante riconoscimento. Nel 1999 The Sporting News lo inserì al 19º posto nella classifica dei migliori cento giocatori di tutti i tempi.

## Palmarès

### Club
- Negro League World Series: 1

Kansas City Monarchs: 1942
- World Series: 1

Cleveland Indians: 1948

### Individuale
- Negro League All-Star: 5

1934, 1936, 1941, 1942, 1943
- MLB All-Star: 2

1952, 1953

## Cinema
Satchel Page ha anche interpretato la parte di un sergente di colore nel film western del 1959 Il meraviglioso paese di Robert Parrish.